# Championnats du monde de biathlon 2023
Navigation
Pokljuka 2021 Nové Město 2024
Les Championnats du monde de biathlon 2023, cinquante-huitième édition des Championnats du monde de biathlon, ont lieu à Oberhof, en Allemagne, du 8 au 19 février 2023. Pour la première fois depuis 1989, les points des championnats du monde ne sont pas comptabilisés pour la Coupe du monde (classements individuels et de relais). Les mondiaux continuent en revanche de rapporter des points pour la Coupe des Nations. Celle nouvelle règle sera reconduite lors des éditions suivantes.

## Présentation

### Choix du site organisateur

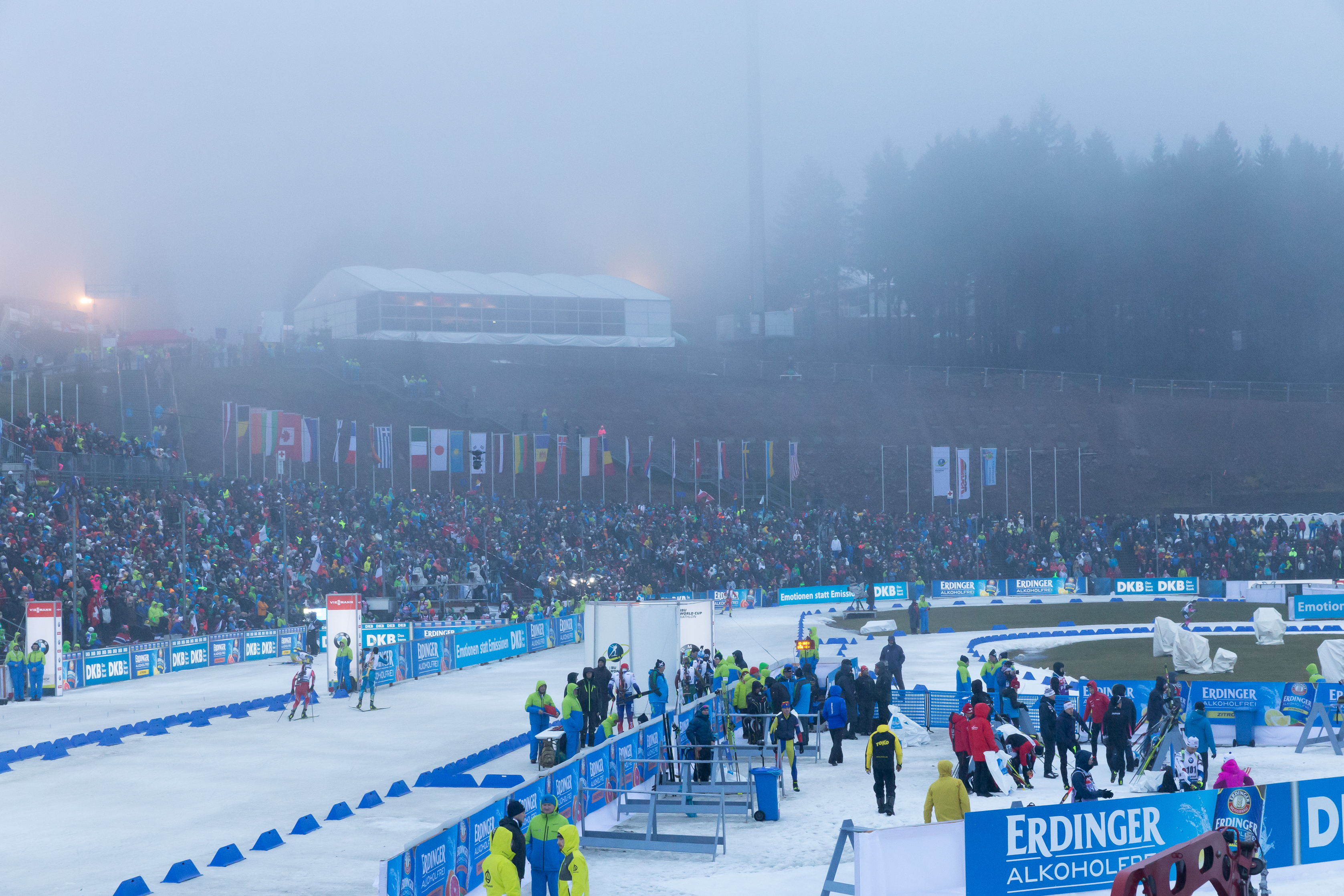
Le stade d'Oberhof, lors de la Coupe du monde 2019-2020

L'IBU a attribué le 9 septembre 2018 l'organisation des championnats du monde 2023 à la station d'Oberhof. La candidature allemande a été préférée à celle de la station tchèque de Nové Město, par 28 voix contre 21.
Le village allemand est un site historique de la Coupe du monde de biathlon, il accueille en effet traditionnellement chaque année une étape au début du mois de janvier. En revanche il n'a précédemment accueilli les championnats du monde qu'une seule fois, en 2004. Les courses à Oberhof sont très souvent marquées par des conditions difficiles, notamment au niveau du vent.

### Contexte et enjeux
Au lancement de la compétition, les organisateurs ont annoncé avoir vendu 160 000 billets et tablent sur 170 000 spectateurs pour l'ensemble des courses.
Contrairement aux années précédentes, les courses des championnats du monde 2023 n'attribuent pas de points au classement général de la Coupe du monde. Néanmoins, les mondiaux restent le point d'orgue de la saison, et les quotas d'athlètes par nation (voir section suivante) sont toujours liés aux résultats de la Coupe du monde,. De plus, comme en 2021, le leader du classement général de la Coupe du monde porte un dossard jaune, le leader du classement de la spécialité un dossard rouge, le leader du classement des jeunes un dossard bleu nuit et le tenant du titre un dossard doré où figure la mention « defending champion ».
Comme les deux saisons précédentes, trois nations dominent le début de saison. Il s'agit principalement de la Norvège, mais aussi de la France et de la Suède. Au coup d'envoi des mondiaux, 48 épreuves de Coupe du monde ont été disputées : 14 épreuves individuelles masculines, 14 épreuves individuelles féminines et 10 relais (quatre masculins, quatre féminins et deux mixtes). Ces trois nations se sont partagé près de 80 % des victoires, avec 32 succès (19 pour la Norvège, 7 pour la Suède et 6 pour la France). Elles cumulent également plus de 55 % des podiums, avec 80 sur 144 (38 pour la Norvège, 24 pour la France et 18 pour la Suède).
Chez les hommes, la domination norvégienne est totale, tirée par les performances exceptionnelle de Johannes Thingnes Bø, vainqueur de 11 des 14 courses individuelles. Il reste sur six victoires consécutives et devance au classement général ses compatriotes Sturla Holm Lægreid, qui a levé les bras une fois, et Vetle Sjåstad Christiansen, puis le Français Quentin Fillon Maillet et le Suédois Martin Ponsiluoma, seul non-norvégien à avoir gagné cette saison. Dans le Top 20 du classement, on retrouve trois autres Norvégiens : Johannes Dale (6e), lui aussi gagnant d'une épreuve, Tarjei Bø (8e) et Filip Fjeld Andersen (18e). Les Français Émilien Jacquelin (10e) et Fabien Claude (11e), ainsi que les Suédois Sebastian Samuelsson (13e) et Jesper Nelin (16e) sont eux aussi bien placés au classement général. Par ailleurs, la Norvège a remporté les quatre relais.
Chez les femmes, la Coupe du monde est plus ouverte. La Française Julia Simon et la Suédoise Elvira Öberg, avec trois victoires chacune, dominent le classement général. Derrière, on retrouve les Italiennes Lisa Vittozzi et Dorothea Wierer, l'Allemande Denise Herrmann-Wick et l'Autrichienne Lisa Theresa Hauser, avec chacune une ou deux victoires au compteur. Dans le reste du Top 20 figurent quatre Françaises (Anaïs Chevalier-Bouchet, 11e, Lou Jeanmonnot, 12e, Chloé Chevalier, 16e, et Sophie Chauveau, 18e), trois Suédoises (Linn Persson, 7e, Hanna Öberg, 10e, et Anna Magnusson, 14e, ces deux dernières ayant gagné une course) et deux Norvégiennes (Ingrid Landmark Tandrevold, 9e, et Karoline Offigstad Knotten, 20e). La France a également remporté deux relais, la Suède et la Norvège un chacune.

#### Participants
Pour les championnats du monde, chaque pays dans le Top 5 de la Coupe des nations de la saison 2021-2022 peut enregistrer un maximum de huit biathlètes et en aligner quatre au départ de chaque épreuve individuelle, mais dans les faits, en raison de l'application d'une nouvelle règle décidée à l'intersaison concernant les quotas aux mondiaux, les nations du top 5 pourront toutes en aligner cinq, aussi bien chez les hommes que chez les femmes (voir paragraphe suivant). Les pays classés entre la 6e et la 15e place peuvent en enregistrer sept pour les mondiaux et également en aligner quatre à chaque course. Les dix pays suivants au classement peuvent en enregistrer cinq mais seulement en aligner trois, les cinq suivants en enregistrer quatre et en aligner deux. Les 10 meilleurs biathlètes au classement de l'IBU issus d'une autre nation mineure peuvent prendre le départ, avec au maximum deux biathlètes par fédération.
Il peut toutefois y avoir plus de quatre biathlètes d'une même nation au départ des épreuves, soit un total de cinq ou de six au maximum. Ainsi, selon le nouveau règlement, les biathlètes figurant dans le Top 15 du classement général de la Coupe du monde 2022-2023 disposent d'un quota de type nominatif, et celui-ci vient s'ajouter aux quotas de leur nation respective dans une limite maximum de cinq. L'IBU a publié un communiqué le 9 février la veille de la première épreuve individuelle (sprint féminin) précisant les quotas des nations concernées pour les sprints qui a créé la surprise. Ce point du règlement n'avait en effet visiblement pas été correctement interprété dans la plupart des équipes, certaines pensant qu'il fallait avoir cinq biathlètes de la nation dans le top quinze pour que les cinq puissent prendre le départ ou que tout biathlète du top 15 était déjà inclus dans les quotas de sa nation ; la bonne interprétation étant qu'il suffit qu'une nation ait au moins un biathlète dans le top 15 du général pour obtenir un quota supplémentaire. Il en résulte que les meilleures nations aligneront au moins cinq biathlètes au départ des épreuves individuelles au lieu de quatre. Par ailleurs, les champions du monde et olympiques en titre de l'individuel, du sprint, de la poursuite et de la mass-start peuvent aussi être inscrits au départ des courses respectives en plus du quota de leur nation. Les champions du monde et olympiques de la poursuite disposent d'un quota personnel pour le sprint. Dans tous les cas, en combinant la règle du top 15 et celle des champions sortants, la limite est de six quotas au maximum pour une fédération.
30 biathlètes sont au départ de la mass-start. Les biathlètes figurant aux 15 premières places du classement général de la Coupe du monde 2022-2023 ainsi que tous les médaillés des épreuves du sprint, de la poursuite et de l'individuel des mondiaux sont qualifiés. Ensuite les biathlètes qui ne sont pas déjà qualifiés et qui ont marqué le plus de points au cours de ces mondiaux (voir le barème de la Coupe du monde) sur les trois autres épreuves individuelles viennent dans l'ordre compléter la liste jusqu'à trente. Normalement, chaque nation ne peut pas aligner plus de quatre biathlètes au départ mais, si une nation a plus de quatre médaillés, tous auront le droit de prendre le départ. Il en est de même pour le Top 15 du classement général, s'il y a cinq biathlètes de la même nation qui y figurent, tous pourront prendre le départ ; en revanche s'il y a un sixième de la même nation, il ne pourra s'aligner que si l'un de ses compatriotes se désiste.
Pour les relais masculin et féminin, les 30 premières nations au classement de la Coupe des nations 2022-2023 peuvent aligner un quatuor au départ de la course.  De même, pour les relais mixtes, les 30 pays ayant cumulé le plus de points dans les classements masculin et féminin de la Coupe des nations 2022-2023 peuvent aligner une équipe. Si la limite des 30 partants est atteinte et que par exemple une équipe déclare forfait, alors la nation suivante au classement pourra présenter une équipe au départ. Dans la pratique cependant, la limite des trente équipes au départ des relais est très rarement atteinte (elle ne pourrait d'ailleurs être dépassées que pour les relais mixtes, ce qui ne sera pas le cas lors de ces mondiaux).
287 biathlètes ont été sélectionnés pour ces championnats du monde 2023 (137 femmes et 150 hommes). Un total de 37 nations sont représentées, 29 chez les femmes et 35 chez les hommes, en l'absence notable des Russes et Biélorusses, interdits de toute compétition internationale par l'IBU depuis mars 2022 à cause de la guerre en Ukraine.

### Calendrier
Comme c'est le cas depuis 2011, les mondiaux débutent par le relais mixte. Les sprints et les poursuites complètent ensuite le programme de la première semaine. Les individuels se déroulent en milieu de seconde semaine, suivis du relais mixte simple. Enfin, ces championnats se terminent lors du second week-end, avec les relais par genre puis les mass-start.
| Heure | Horaire local de l'épreuve (UTC +1) |

| Épreuves ou évènements               |   |       |    |       |       |       |    |       |       |       |    |       |       |  |
| M                                    | M | J     | V  | S     | D     | L     | M  | M     | J     | V     | S  | D     |       |  |
| 7                                    | 8 | 9     | 10 | 11    | 12    | 13    | 14 | 15    | 16    | 17    | 18 | 19    |       |  |
| Février 2023                         |   |       |    |       |       |       |    |       |       |       |    |       |       |  |
| Cérémonies d'ouverture et de clôture |   |       |    |       |       |       |    |       |       |       |    |       |       |  |
|                                      |   |       |    |       |       |       |    |       |       |       |    |       |       |  |
| Hommes                               |   |       |    |       |       |       |    |       |       |       |    |       |       |  |
| Individuel (20 km)                   |   |       |    |       |       |       |    | 14h30 |       |       |    |       |       |  |
| Sprint (10 km)                       |   |       |    |       | 14h30 |       |    |       |       |       |    |       |       |  |
| Poursuite (12,5 km)                  |   |       |    |       |       | 15h30 |    |       |       |       |    |       |       |  |
| Mass Start (15 km)                   |   |       |    |       |       |       |    |       |       |       |    |       | 12h30 |  |
| Relais (4 × 7,5 km)                  |   |       |    |       |       |       |    |       |       |       |    | 11h45 |       |  |
|                                      |   |       |    |       |       |       |    |       |       |       |    |       |       |  |
| Femmes                               |   |       |    |       |       |       |    |       |       |       |    |       |       |  |
| Individuel (15 km)                   |   |       |    |       |       |       |    |       | 14h30 |       |    |       |       |  |
| Sprint (7,5 km)                      |   |       |    | 14h30 |       |       |    |       |       |       |    |       |       |  |
| Poursuite (10 km)                    |   |       |    |       |       | 13h25 |    |       |       |       |    |       |       |  |
| Mass Start (12,5 km)                 |   |       |    |       |       |       |    |       |       |       |    |       | 15h15 |  |
| Relais (4 × 6 km)                    |   |       |    |       |       |       |    |       |       |       |    | 15h00 |       |  |
|                                      |   |       |    |       |       |       |    |       |       |       |    |       |       |  |
| Mixte                                |   |       |    |       |       |       |    |       |       |       |    |       |       |  |
| Relais (2 × 6 km F + 2 × 6 km H)     |   | 14h45 |    |       |       |       |    |       |       |       |    |       |       |  |
| Relais simple (6 km F + 7,5 km H)    |   |       |    |       |       |       |    |       |       | 15h10 |    |       |       |  |
|                                      |   |       |    |       |       |       |    |       |       |       |    |       |       |  |

## Bilan des championnats

### Tableau des médailles
| Rang  | Nation    | Or | Argent | Bronze | Total |
| ----- | --------- | -- | ------ | ------ | ----- |
| 1     | Norvège   | 5  | 5      | 3      | 13    |
| 2     | Suède     | 3  | 3      | 5      | 11    |
| 3     | France    | 2  | 0      | 2      | 4     |
| 4     | Allemagne | 1  | 2      | 0      | 3     |
| 5     | Italie    | 1  | 1      | 2      | 4     |
| 6     | Autriche  | 0  | 1      | 0      | 1     |
| Total | Total     | 12 | 12     | 12     | 36    |

### Athlètes multi-médaillés
| Rang | Athlète                    | Or | Argent | Bronze | Total |
| ---- | -------------------------- | -- | ------ | ------ | ----- |
| 1    | Johannes Thingnes Bø       | 5  | 1      | 1      | 7     |
| 2    | Hanna Öberg                | 2  | 1      | 1      | 4     |
| 3    | Marte Olsbu Røiseland      | 2  | 0      | 1      | 3     |
| 4    | Sturla Holm Lægreid        | 1  | 3      | 1      | 5     |
| 5    | Denise Herrmann-Wick       | 1  | 2      | 0      | 3     |
| 6    | Lisa Vittozzi              | 1  | 1      | 2      | 4     |
| 7    | Ingrid Landmark Tandrevold | 1  | 1      | 0      | 2     |
| »    | Dorothea Wierer            | 1  | 1      | 0      | 2     |
| 9    | Sebastian Samuelsson       | 1  | 0      | 3      | 4     |
| 10   | Julia Simon                | 1  | 0      | 2      | 3     |
| 11   | Quentin Fillon Maillet     | 1  | 0      | 1      | 2     |
| »    | Émilien Jacquelin          | 1  | 0      | 1      | 2     |
| 13   | Tarjei Bø                  | 0  | 2      | 0      | 2     |
| 14   | Linn Persson               | 0  | 1      | 2      | 3     |
| 15   | Tommaso Giacomel           | 0  | 1      | 1      | 2     |
| »    | Martin Ponsiluoma          | 0  | 1      | 1      | 2     |

## Podiums

### Hommes
| Épreuves                              | Or                                                                                     | Argent                                                                                       | Bronze                                                                         |
| ------------------------------------- | -------------------------------------------------------------------------------------- | -------------------------------------------------------------------------------------------- | ------------------------------------------------------------------------------ |
| Individuel 20 km résultats détaillés  | Johannes Thingnes Bø                                                                   | Sturla Holm Lægreid                                                                          | Sebastian Samuelsson                                                           |
| Sprint 10 km résultats détaillés      | Johannes Thingnes Bø                                                                   | Tarjei Bø                                                                                    | Sturla Holm Lægreid                                                            |
| Poursuite 12,5 km résultats détaillés | Johannes Thingnes Bø                                                                   | Sturla Holm Lægreid                                                                          | Sebastian Samuelsson                                                           |
| Mass Start 15 km résultats détaillés  | Sebastian Samuelsson                                                                   | Martin Ponsiluoma                                                                            | Johannes Thingnes Bø                                                           |
| Relais 4 × 7,5 km résultats détaillés | France- Antonin Guigonnat - Fabien Claude - Émilien Jacquelin - Quentin Fillon-Maillet | Norvège- Vetle Sjåstad Christiansen - Tarjei Bø - Sturla Holm Lægreid - Johannes Thingnes Bø | Suède- Peppe Femling - Martin Ponsiluoma - Jesper Nelin - Sebastian Samuelsson |

### Femmes
| Épreuves                               | Or                                                                             | Argent                                                                              | Bronze                                                            |
| -------------------------------------- | ------------------------------------------------------------------------------ | ----------------------------------------------------------------------------------- | ----------------------------------------------------------------- |
| Individuel 15 km résultats détaillés   | Hanna Öberg                                                                    | Linn Persson                                                                        | Lisa Vittozzi                                                     |
| Sprint 7,5 km résultats détaillés      | Denise Herrmann-Wick                                                           | Hanna Öberg                                                                         | Linn Persson                                                      |
| Poursuite 10 km résultats détaillés    | Julia Simon                                                                    | Denise Herrmann-Wick                                                                | Marte Olsbu Røiseland                                             |
| Mass Start 12,5 km résultats détaillés | Hanna Öberg                                                                    | Ingrid Landmark Tandrevold                                                          | Julia Simon                                                       |
| Relais 4 × 6 km résultats détaillés    | Italie- Samuela Comola - Dorothea Wierer - Hannah Auchentaller - Lisa Vittozzi | Allemagne- Vanessa Voigt - Hanna Kebinger - Sophia Schneider - Denise Herrmann-Wick | Suède- Linn Persson - Anna Magnusson - Elvira Öberg - Hanna Öberg |

### Mixte
| Épreuves                                            | Or | Argent                                                                     | Bronze                                                                                     |
| --------------------------------------------------- | --- | -------------------------------------------------------------------------- | ------------------------------------------------------------------------------------------ |
| Relais 2 x 6 km F + 2 x 6 km H résultats détaillés  | Norvège- Ingrid Landmark Tandrevold - Marte Olsbu Røiseland - Sturla Holm Lægreid - Johannes Thingnes Bø | Italie- Lisa Vittozzi - Dorothea Wierer - Didier Bionaz - Tommaso Giacomel | France- Julia Simon - Anaïs Chevalier-Bouchet - Émilien Jacquelin - Quentin Fillon Maillet |
| Relais simple 6 km F + 7,5 km H résultats détaillés | Norvège- Marte Olsbu Røiseland - Johannes Thingnes Bø                                                    | Autriche- Lisa Theresa Hauser - David Komatz                               | Italie- Lisa Vittozzi - Tommaso Giacomel                                                   |

## Résultats détaillés

### Hommes

#### Individuel (20 km)
| Rang               | Biathlète                  | Minutes de pénalité | Résultat      | Écart          |
| ------------------ | -------------------------- | ------------------- | ------------- | -------------- |
| Médaille d'or      | Johannes Thingnes Bø       | 2 (0+1+1+0)         | 49 min 57 s 5 |                |
| Médaille d'argent  | Sturla Holm Lægreid        | 1 (0+0+0+1)         | 51 min 8 s 2  | + 1 min 10 s 7 |
| Médaille de bronze | Sebastian Samuelsson       | 1 (0+0+1+0)         | 51 min 8 s 6  | + 1 min 11 s 1 |
| 4                  | Quentin Fillon Maillet     | 1 (0+0+0+1)         | 51 min 29 s 4 | + 1 min 31 s 9 |
| 5                  | Benedikt Doll              | 1 (1+0+0+0)         | 52 min 7 s 1  | + 2 min 9 s 6  |
| 6                  | Niklas Hartweg             | 1 (1+0+0+0)         | 52 min 29 s 3 | + 2 min 31 s 8 |
| 7                  | Tarjei Bø                  | 2 (1+0+0+1)         | 52 min 30 s 4 | + 2 min 32 s 9 |
| 8                  | Michal Krčmář              | 1 (0+1+0+0)         | 52 min 46 s 7 | + 2 min 49 s 2 |
| 9                  | Philipp Nawrath            | 2 (0+0+2+0)         | 53 min 17 s 7 | + 3 min 20 s 2 |
| 10                 | Vetle Sjåstad Christiansen | 2 (0+1+0+1)         | 53 min 27 s 0 | + 3 min 29 s 5 |

#### Sprint (10 km)
| Rang               | Biathlète                  | Temps         | Fautes  | Écart         |
| ------------------ | -------------------------- | ------------- | ------- | ------------- |
| Médaille d'or      | Johannes Thingnes Bø       | 23 min 21 s 7 | 1 (1+0) |               |
| Médaille d'argent  | Tarjei Bø                  | 23 min 36 s 5 | 0 (0+0) | + 14 s 8      |
| Médaille de bronze | Sturla Holm Lægreid        | 24 min 1 s 6  | 1 (0+1) | + 39 s 9      |
| 4                  | Johannes Dale              | 24 min 5 s 3  | 1 (0+1) | + 43 s 6      |
| 5                  | Dmytro Pidruchnyi          | 24 min 15 s 1 | 0 (0+0) | + 53 s 4      |
| 6                  | Vetle Sjåstad Christiansen | 24 min 21 s 4 | 1 (0+1) | + 59 s 7      |
| 7                  | Andrejs Rastorgujevs       | 24 min 24 s 1 | 0 (0+0) | + 1 min 2 s 4 |
| 8                  | Johannes Kühn              | 24 min 26 s 5 | 1 (0+1) | + 1 min 4 s 8 |
| 9                  | Quentin Fillon Maillet     | 24 min 30 s 5 | 1 (0+1) | + 1 min 8 s 9 |
| 10                 | Antonin Guigonnat          | 24 min 30 s 7 | 0 (0+0) | + 1 min 9 s 0 |

#### Poursuite (12,5 km)
| Rang               | Biathlète                  | Temps         | Fautes      | Écart          |
| ------------------ | -------------------------- | ------------- | ----------- | -------------- |
| Médaille d'or      | Johannes Thingnes Bø       | 33 min 34 s 5 | 0 (0+0+0+0) |                |
| Médaille d'argent  | Sturla Holm Lægreid        | 34 min 45 s 7 | 0 (0+0+0+0) | + 1 min 12 s 2 |
| Médaille de bronze | Sebastian Samuelsson       | 35 min 28 s 6 | 2 (0+0+0+2) | + 1 min 54 s 1 |
| 4                  | Tarjei Bø                  | 35 min 31 s 8 | 4 (0+0+2+2) | + 1 min 57 s 3 |
| 5                  | Vetle Sjåstad Christiansen | 35 min 49 s 2 | 2 (0+0+0+2) | + 2 min 14 s 7 |
| 6                  | Johannes Kühn              | 36 min 1 s 56 | 3 (0+0+1+2) | + 2 min 27 s 1 |
| 7                  | Johannes Dale              | 36 min 22 s 7 | 5 (0+1+1+3) | + 2 min 48 s 2 |
| 8                  | Dmytro Pidruchnyi          | 36 min 26 s 5 | 2 (0+0+2+0) | + 2 min 52 s   |
| 9                  | Andrejs Rastorgujevs       | 36 min 31 s 4 | 2 (1+0+1+0) | + 2 min 56 s 9 |
| 10                 | Roman Rees                 | 36 min 39 s   | 2 (1+0+1+0) | + 3 min 4 s 5  |

#### Mass Start (15 km)
| Rang               | Biathlète              | Temps         | Fautes      | Écart          |
| ------------------ | ---------------------- | ------------- | ----------- | -------------- |
| Médaille d'or      | Sebastian Samuelsson   | 36 min 42 s 8 | 0 (0+0+0+0) |                |
| Médaille d'argent  | Martin Ponsiluoma      | 36 min 52 s 4 | 2 (0+1+1+0) | + 9 s 6        |
| Médaille de bronze | Johannes Thingnes Bø   | 37 min 21 s 6 | 3 (1+1+0+1) | + 38 s 8       |
| 4                  | Sturla Holm Lægreid    | 37 min 38 s 6 | 2 (0+1+0+1) | + 55 s 8       |
| 5                  | Andrejs Rastorgujevs   | 37 min 50 s 1 | 3 (0+0+2+1) | + 1 min 7 s 3  |
| 6                  | Quentin Fillon Maillet | 37 min 53 s 7 | 2 (0+1+1+0) | + 1 min 10 s 9 |
| 7                  | Sebastian Stalder      | 37 min 53 s 9 | 0 (0+0+0+0) | + 1 min 11 s 1 |
| 8                  | Fabien Claude          | 38 min 9 s 2  | 2 (0+0+1+1) | + 1 min 26 s 4 |
| 9                  | Tarjei Bø              | 38 min 14 s 0 | 4 (1+1+0+2) | + 1 min 31 s 2 |
| 10                 | Tero Seppälä           | 38 min 14 s 1 | 2 (1+1+0+0) | + 1 min 31 s 3 |

#### Relais (4 x 7,5 km)
| Rang               | Biathlètes                                                                            | Temps (par biathlète)                                                     | Pén. + Pioches (par biathlète)                    | Écart          |
| ------------------ | ------------------------------------------------------------------------------------- | ------------------------------------------------------------------------- | ------------------------------------------------- | -------------- |
| Médaille d'or      | France Antonin Guigonnat Fabien Claude Émilien Jacquelin Quentin Fillon Maillet       | 1 h 21 min 48 s 8 19 min 33 s 3 20 min 45 s 6 21 min 16 s 3 20 min 13 s 6 | 1 + 9 (0+2 1+7) 0+0/0+2 0+1/0+2 0+0/1+3 0+1/0+0   |                |
| Médaille d'argent  | Norvège Vetle Sjåstad Christiansen Tarjei Bø Sturla Holm Lægreid Johannes Thingnes Bø | 1 h 22 min 27 s 6 20 min 32 s 5 20 min 54 s 9 20 min 46 s 4 20 min 13 s 8 | 2 + 14 (0+5 2+9) 0+2/0+3 0+0/1+3 0+3/0+0          | + 38 s 8       |
| Médaille de bronze | Suède Peppe Femling Martin Ponsiluoma Jesper Nelin Sebastian Samuelsson               | 1 h 23 min 28 s 7 20 min 54 s 4 20 min 19 s 7 21 min 0 s 2 21 min 14 s 4  | 1 + 13 (0+7 1+6) 0+1/1+3 0+2/0+1 0+1/0+1 0+3/0+1  | + 1 min 39 s 9 |
| 4                  | Tchéquie Michal Krčmář Tomáš Mikyska Jakub Štvrtecký Jonáš Mareček                    | 1 h 23 min 53 s 0 19 min 36 s 3 20 min 41 s 2 21 min 6 s 8 22 min 28 s 7  | 2 + 10 (2+3 0+7) 0+0/0+1 0+0/0+3 0+0/0+2 2+3/0+1  | + 2 min 4 s 2  |
| 5                  | Allemagne Justus Strelow Johannes Kuehn Roman Rees Benedikt Doll                      | 1 h 25 min 40 s 6 20 min 0 s 9 22 min 29 s 4 20 min 42 s 1 22 min 28 s 2  | 5 + 8 (0+1 5+7) 0+0/0+1 0+0/3+3 0+0/0+0 0+1/2+3   | + 3 min 51 s 8 |
| 6                  | Suisse Sebastian Stalder Jérémy Finello Niklas Hartweg Serafin Wiestner               | 1 h 25 min 56 s 9 19 min 37 s 3 22 min 51 s 7 21 min 2 s 8 22 min 25 s 1  | 6 + 8 (2+4 4+4) 0+0/0+0 0+1/4+3 0+0/0+0 2+3/0+1   | + 4 min 8 s 1  |
| 7                  | Italie Didier Bionaz Tommaso Giacomel Elia Zeni Lukas Hofer                           | 1 h 26 min 11 s 7 20 min 19 s 8 21 min 7 s 4 22 min 21 s 0 22 min 23 s 5  | 0 + 14 (0+7 0+7) 0+1/0+2 0+2/0+1 0+3/0+2 0+1/0+2  | + 4 min 22 s 9 |
| 8                  | Roumanie George Buta Dimitri Shamaev George Coltea Raul Flore                         | 1 h 26 min 37 s 4 20 min 52 s 1 22 min 5 s 3 21 min 31 s 9 22 min 8 s 1   | 0 + 13 (0+6 0+7) 0+2/0+2 0+1/0+3 0+0/0+2 0+3/0+0  | + 4 min 48 s 6 |
| 9                  | Slovénie Alex Cisar Miha Dovžan Jakov Fak Anton Vidmar                                | 1 h 26 min 37 s 5 20 min 20 s 3 22 min 39 s 1 20 min 49 s 1 22 min 49 s 0 | 3 + 14 (0+4 3+10) 0+0/0+3 0+1/2+3 0+0/0+1 0+3/1+3 | + 4 min 48 s 7 |
| 10                 | Finlande Jaakko Ranta Tuomas Harjula Tero Seppälä Olli Hiidensalo                     | 1 h 26 min 57 s 6 20 min 48 s 2 22 min 23 s 5 20 min 35 s 0 23 min 10 s 9 | 3 + 7 (0+0 3+7) 0+0/0+1 0+0/1+3 0+0/0+0 0+0/2+3   | + 5 min 8 s 8  |

### Femmes

#### Individuel (15 km)
| Rang               | Biathlète        | Minutes de pénalité | Résultat      | Écart          |
| ------------------ | ---------------- | ------------------- | ------------- | -------------- |
| Médaille d'or      | Hanna Öberg      | 1 (1+0+0+0)         | 43 min 36 s 1 |                |
| Médaille d'argent  | Linn Persson     | 0 (0+0+0+0)         | 43 min 46 s 4 | + 10 s 3       |
| Médaille de bronze | Lisa Vittozzi    | 1 (0+0+0+1)         | 44 min 4 s 1  | + 28 s 0       |
| 4                  | Samuela Comola   | 0 (0+0+0+0)         | 44 min 24 s 6 | + 48 s 5       |
| 5                  | Julia Simon      | 3 (1+0+1+1)         | 44 min 57 s 8 | + 1 min 21 s 7 |
| 6                  | Tuuli Tomingas   | 2 (0+1+1+0)         | 45 min 59 s 4 | + 2 min 23 s 3 |
| 7                  | Lou Jeanmonnot   | 2 (1+0+0+1)         | 46 min 10 s 0 | + 2 min 33 s 9 |
| 8                  | Suvi Minkkinen   | 0 (0+0+0+0)         | 46 min 20 s 0 | + 2 min 43 s 9 |
| 9                  | Lena Häcki-Gross | 3 (1+2+0+0)         | 46 min 20 s 5 | + 2 min 44 s 4 |
| 10                 | Markéta Davidová | 3 (1+1+1+0)         | 46 min 37 s 4 | + 3 min 1 s 3  |

#### Sprint (7,5 km)
| Rang               | Biathlète             | Temps         | Fautes  | Écart         |
| ------------------ | --------------------- | ------------- | ------- | ------------- |
| Médaille d'or      | Denise Herrmann-Wick  | 21 min 19 s 7 | 0 (0+0) |               |
| Médaille d'argent  | Hanna Öberg           | 21 min 21 s 9 | 0 (0+0) | + 2 s 2       |
| Médaille de bronze | Linn Persson          | 21 min 45 s 9 | 0 (0+0) | + 26 s 2      |
| 4                  | Marte Olsbu Røiseland | 21 min 51 s 0 | 1 (1+0) | + 31 s 3      |
| 5                  | Lisa Vittozzi         | 22 min 5 s 5  | 1 (0+1) | + 45 s 8      |
| 6                  | Markéta Davidová      | 22 min 10 s 2 | 0 (0+0) | + 50 s 5      |
| 7                  | Sophia Schneider      | 22 min 17 s 3 | 1 (0+1) | + 57 s 6      |
| 8                  | Polona Klemenčič      | 22 min 17 s 8 | 0 (0+0) | + 58 s 1      |
| 9                  | Anna Magnusson        | 22 min 18 s 5 | 0 (0+0) | + 58 s 8      |
| 10                 | Julia Simon           | 22 min 22 s 5 | 2 (0+2) | + 1 min 2 s 8 |

#### Poursuite (10 km)
| Rang               | Biathlète                  | Temps         | Fautes      | Écart          |
| ------------------ | -------------------------- | ------------- | ----------- | -------------- |
| Médaille d'or      | Julia Simon                | 32 min 0 s 8  | 1 (0+0+0+1) |                |
| Médaille d'argent  | Denise Herrmann-Wick       | 32 min 27 s 8 | 4 (1+0+1+2) | + 27 s         |
| Médaille de bronze | Marte Olsbu Røiseland      | 32 min 38 s 5 | 3 (1+1+1+0) | + 37 s 7       |
| 4                  | Ingrid Landmark Tandrevold | 33 min 1 s 1  | 3 (0+1+1+1) | + 1 min 0 s 3  |
| 5                  | Sophia Schneider           | 33 min 9 s 1  | 4 (0+2+0+2) | + 1 min 8 s 3  |
| 6                  | Lou Jeanmonnot             | 33 min 9 s 5  | 1 (0+0+1+0) | + 1 min 8 s 7  |
| 7                  | Tereza Voborníková         | 33 min 13 s 7 | 2 (1+1+0+0) | + 1 min 12 s 9 |
| 8                  | Hanna Kebinger             | 33 min 22 s 3 | 2 (1+1+0+0) | + 1 min 21 s 5 |
| 9                  | Sophie Chauveau            | 33 min 24 s 4 | 3 (0+0+2+1) | + 1 min 23 s 6 |
| 10                 | Linn Persson               | 33 min 28 s 1 | 3 (0+2+1+0) | + 1 min 27 s 3 |

#### Mass Start (12,5 km)
| Rang               | Biathlète                  | Temps         | Fautes      | Écart    |
| ------------------ | -------------------------- | ------------- | ----------- | -------- |
| Médaille d'or      | Hanna Öberg                | 36 min 48 s 0 | 2 (1+1+0+0) |          |
| Médaille d'argent  | Ingrid Landmark Tandrevold | 36 min 52 s 8 | 1 (0+1+0+0) | + 4 s 8  |
| Médaille de bronze | Julia Simon                | 37 min 8 s 8  | 3 (1+1+0+1) | + 20 s 8 |
| 4                  | Anaïs Chevalier-Bouchet    | 37 min 22 s 7 | 1 (0+0+0+1) | + 34 s 7 |
| 5                  | Markéta Davidová           | 37 min 39 s 4 | 2 (0+1+1+0) | + 51 s 4 |
| 6                  | Karoline Offigstad Knotten | 37 min 45 s 7 | 1 (0+1+0+0) | + 57 s 7 |
| 7                  | Emma Lunder                | 37 min 45 s 8 | 2 (0+1+1+0) | + 57 s 8 |
| 8                  | Linn Persson               | 37 min 48 s 6 | 2 (0+0+1+1) | + 1 s 0  |
| 9                  | Lisa Theresa Hauser        | 37 min 49 s 9 | 2 (0+0+1+1) | + 1 s 1  |
| 10                 | Samuela Comola             | 37 min 50 s 4 | 0 (0+0+0+0) | + 1 s 2  |

#### Relais (4 x 6 km)
| Rang               | Biathlètes                                                                                   | Temps (par biathlète)                                                     | Pén. + Pioches (par biathlète)                   | Écart          |
| ------------------ | -------------------------------------------------------------------------------------------- | ------------------------------------------------------------------------- | ------------------------------------------------ | -------------- |
| Médaille d'or      | Italie Samuela Comola Dorothea Wierer Hannah Auchentaller Lisa Vittozzi                      | 1 h 14 min 39 s 7 18 min 8 s 8 18 min 43 s 2 19 min 27 s 0 18 min 20 s 7  | 0 + 2 (0+0 0+2) 0+0/0+0 0+0/0+1 0+0/0+0          |                |
| Médaille d'argent  | Allemagne Vanessa Voigt Hanna Kebinger Sophia Schneider Denise Herrmann-Wick                 | 1 h 15 min 4 s 4 18 min 15 s 9 19 min 18 s 9 18 min 49 s 8 18 min 39 s 8  | 0 + 7 (0+3 0+4) 0+0/0+0 0+2/0+0 0+1/0+2 0+0/0+2  | + 24 s 7       |
| Médaille de bronze | Suède Linn Persson Anna Magnusson Elvira Öberg Hanna Öberg                                   | 1 h 15 min 35 s 4 18 min 3 s 1 19 min 42 s 8 19 min 11 s 3 18 min 38 s 2  | 2 + 11 (0+6 2+5) 0+2/0+0 0+1/2+3 0+1/0+2 0+2/0+0 | + 55 s 7       |
| 4                  | France Lou Jeanmonnot Anaïs Chevalier-Bouchet Chloé Chevalier Julia Simon                    | 1 h 16 min 11 s 3 18 min 17 s 1 18 min 56 s 3 19 min 50 s 0 19 min 7 s 9  | 1 + 12 (0+4 1+8) 0+0/0+3 0+0/1+3 0+3/0+2 0+1/0+0 | + 1 min 31 s 6 |
| 5                  | Autriche Dunja Zdouc Anna Gandler Anna Juppe Lisa Theresa Hauser                             | 1 h 16 min 47 s 7 18 min 49 s 9 19 min 18 s 0 19 min 55 s 2 19 min 44 s 6 | 0 + 12 (0+6 0+6) 0+1/0+3 0+1/0+2 0+3/0+1 0+1/0+0 | + 2 min 8 s 0  |
| 6                  | Norvège Karoline Offigstad Knotten Ingrid Landmark Tandrevold Ida Lien Marte Olsbu Røiseland | 1 h 17 min 0 s 6 18 min 8 s 1 19 min 52 s 8 20 min 7 s 0 18 min 52 s 7    | 4 + 13 (0+4 4+9) 0+1/0+2 0+1/3+3 0+1/1+3 0+1/0+1 | + 2 min 20 s 9 |
| 7                  | Tchéquie Tereza Voborníková Tereza Vinklárková Markéta Davidová Lucie Charvátová             | 1 h 17 min 24 s 8 18 min 3 s 6 19 min 53 s 1 19 min 6 s 1 20 min 22 s 0   | 3 + 11 (2+6 1+5) 0+1/0+0 0+2/0+0 0+0/1+3 2+3/0+2 | + 2 min 45 s 1 |
| 8                  | Suisse Amy Baserga Aita Gasparin Elisa Gasparin Lena Häcki-Gross                             | 1 h 17 min 25 s 3 18 min 42 s 1 19 min 35 s 7 19 min 49 s 2 19 min 18 s 3 | 1 + 15 (0+6 1+9) 0+0/0+3 0+1/0+1 0+3/0+2 0+2/1+3 | + 2 min 45 s 6 |
| 9                  | Pologne Anna Maka Kamila Zuk Joanna Jakiela Natalia Sidorowicz                               | 1 h 19 min 28 s 6 19 min 1 s 0 19 min 35 s 8 20 min 6 s 9 20 min 44 s 9   | 0 + 16 (0+7 0+9) 0+0/0+2 0+3/0+2 0+2/0+3 0+2/0+2 | + 4 min 48 s 9 |
| 10                 | Estonie Regina Ermits Tuuli Tomingas Susan Külm Johanna Talihärm                             | 1 h 20 min 0 s 5 20 min 39 s 4 19 min 57 s 9 20 min 22 s 1 19 min 1 s 1   | 4 + 11 (2+4 2+7) 2+3/0+1 0+0/1+3 0+1/1+3 0+0/0+0 | + 5 min 20 s 8 |

### Mixte

#### Relais (2 x 6 km F + 2 x 6 km H)
| Rang               | Biathlètes                                                                                        | Temps (par biathlète)                                                    | Pén. + Pioches (par biathlète)                   | Écart          |
| ------------------ | ------------------------------------------------------------------------------------------------- | ------------------------------------------------------------------------ | ------------------------------------------------ | -------------- |
| Médaille d'or      | Norvège Ingrid Landmark Tandrevold Marte Olsbu Røiseland Sturla Holm Lægreid Johannes Thingnes Bø | 1 h 4 min 41 s 9 17 min 23 s 1 17 min 35 s 2 14 min 45 s 7 14 min 57 s 9 | 1 + 9 (0+3 1+6) 0+0/1+3 0+0/0+2 0+0/0+0 0+3/0+3  |                |
| Médaille d'argent  | Italie Lisa Vittozzi Dorothea Wierer Didier Bionaz Tommaso Giacomel                               | 1 h 4 min 53 s 5 16 min 37 s 5 17 min 30 s 8 15 min 43 s 8 15 min 1 s 4  | 0 + 6 (0+1 0+5) 0+0/0+1 0+1/0+2 0+0/0+1          | + 11 s 6       |
| Médaille de bronze | France Julia Simon Anaïs Chevalier-Bouchet Émilien Jacquelin Quentin Fillon Maillet               | 1 h 5 min 37 s 8 16 min 27 s 8 17 min 46 s 8 15 min 30 s 1 15 min 53 s 1 | 0 + 9 (0+7 0+2) 0+1/0+0 0+2/0+2 0+3/0+0          | + 55 s 9       |
| 4                  | Autriche Dunja Zdouc Lisa Theresa Hauser David Komatz Simon Eder                                  | 1 h 5 min 41 s 1 17 min 31 s 3 17 min 27 s 3 15 min 12 s 3 15 min 30 s 2 | 0 + 3 (0+2 0+1) 0+1/0+0 0+0/0+1 0+0/0+0          | + 59 s 2       |
| 5                  | Tchéquie Tereza Voborníková Markéta Davidová Michal Krčmář Tomas Mikyska                          | 1 h 5 min 51 s 3 17 min 16 s 17 min 47 s 4 15 min 7 s 4 15 min 40 s 5    | 0 + 7 (0+4 0+3) 0+2/0+1 0+1/0+1 0+1/0+0 0+0/0+1  | + 1 min 9 s 4  |
| 6                  | Allemagne Vanessa Voigt Denise Herrmann-Wick Benedikt Doll Roman Rees                             | 1 h 6 min 8 s 4 17 min 28 s 5 17 min 6 s 7 16 min 4 s 2 15 min 29 s      | 1 + 9 (1+6 0+3) 0+1/0+1 0+0/0+1 1+3/0+1 0+2/0+0  | + 1 min 26 s 5 |
| 7                  | Suisse Elisa Gasparin Lena Häcki-Gross Sebastian Stalder Niklas Hartweg                           | 1 h 6 min 31 s 4 17 min 33 s 1 17 min 29 s 2 15 min 42 s 5 15 min 46 s 6 | 0 + 5 (0+1 0+4) 0+0/0+2 0+0/0+0 0+1/0+0          | + 1 min 49 s 5 |
| 8                  | Canada Emma Lunder Nadia Moser Adam Runnalls Christian Gow                                        | 1 h 7 min 4 s 7 16 min 43 s 8 18 min 36 s 6 15 min 56 s 7 15 min 47 s 6  | 0 + 9 (0+5 0+4) 0+0/0+0 0+3/0+2 0+0/0+2 0+2/0+0  | + 2 min 22 s 8 |
| 9                  | Suède Hanna Öberg Elvira Öberg Martin Ponsiluoma Sebastian Samuelsson                             | 1 h 7 min 15 s 7 16 min 53 s 6 17 min 42 s 2 15 min 22 s 9 17 min 17 s   | 3 + 15 (3+9 0+6) 0+2/0+0 0+1/0+2 0+3/0+1 3+3/0+3 | + 2 min 33 s 8 |
| 10                 | Ukraine Anastasiya Merkushyna Yuliia Dzhima Dmytro Pidruchnyi Anton Dudchenko                     | 1 h 7 min 27 s 2 17 min 33 s 2 18 min 0 s 3 16 min 1 s 1 15 min 52 s 6   | 0 + 7 (0+2 0+5) 0+0/0+0 0+0/0+1 0+1/0+3 0+1/0+1  | + 2 min 45 s 3 |

#### Relais simple (6 km F + 7,5 km H)
| Rang               | Biathlètes                                                                                    | Temps (par biathlète)                                              | Pén. + Pioches (par biathlète)                   | Écart          |
| ------------------ | --------------------------------------------------------------------------------------------- | ------------------------------------------------------------------ | ------------------------------------------------ | -------------- |
| Médaille d'or      | Norvège Marte Olsbu Røiseland Johannes Thingnes Bø Marte Olsbu Røiseland Johannes Thingnes Bø | 35 min 37 s 1 8 min 42 s 6 7 min 36 s 4 8 min 33 s 3 10 min 44 s 8 | 1 + 6 (1+6 0+0) 0+2/0+0 0+1/0+0 0+0/0+0 1+3/0+0  |                |
| Médaille d'argent  | Autriche Lisa Theresa Hauser David Komatz Lisa Theresa Hauser David Komatz                    | 35 min 50 s 9 8 min 30 s 8 7 min 46 s 0 8 min 44 s 7 10 min 49 s 4 | 0 + 6 (0+3 0+3) 0+0/0+1 0+1/0+0 0+1/0+1          | + 13 s 8       |
| Médaille de bronze | Italie Lisa Vittozzi Tommaso Giacomel Lisa Vittozzi Tommaso Giacomel                          | 36 min 28 s 1 8 min 29 s 0 7 min 52 s 6 8 min 38 s 5 11 min 28 s 0 | 2 + 9 (0+2 2+7) 0+0/0+1 0+1/0+1 0+0/0+2 0+1/2+3  | + 51 s 0       |
| 4                  | Suède Hanna Öberg Sebastian Samuelsson Hanna Öberg Sebastian Samuelsson                       | 36 min 53 s 5 8 min 32 s 0 8 min 21 s 4 8 min 37 s 3 11 min 22 s 8 | 1 + 12 (0+5 1+7) 0+1/0+1 0+3/0+1 0+0/0+2 0+1/1+3 | + 1 min 16 s 4 |
| 5                  | France Lou Jeanmonnot Fabien Claude Lou Jeanmonnot Fabien Claude                              | 36 min 59 s 0 9 min 20 s 9 7 min 46 s 3 8 min 49 s 7 11 min 2 s 1  | 1 + 12 (0+3 1+9) 0+2/0+3 0+0/0+2 0+1/0+1 0+0/1+3 | + 1 min 21 s 9 |
| 6                  | Allemagne Sophia Schneider Philipp Nawrath Sophia Schneider Philipp Nawrath                   | 37 min 7 s 8 min 50 s 6 8 min 2 s 0 9 min 17 s 1 10 min 58 s 1     | 1 + 12 (1+5 0+7) 0+0/0+3 1+3/0+0 0+2/0+1         | + 1 min 30 s 7 |
| 7                  | Slovénie Polona Klemenčič Jakov Fak Polona Klemenčič Jakov Fak                                | 37 min 15 s 2 9 min 24 s 4 7 min 57 s 7 8 min 47 s 6 11 min 5 s 5  | 0 + 8 (0+2 0+6) 0+1/0+2 0+0/0+1 0+1/0+0 0+0/0+3  | + 1 min 38 s 1 |
| 8                  | Moldavie Alina Stremous Maksim Makarov Alina Stremous Maksim Makarov                          | 37 min 37 s 8 9 min 23 s 0 7 min 49 s 0 8 min 56 s 6 11 min 29 s 2 | 0 + 7 (0+5 0+2) 0+2/0+1 0+1/0+0 0+0/0+0 0+2/0+1  | + 2 min 0 s 7  |
| 9                  | Estonie Tuuli Tomingas Rene Zahkna Tuuli Tomingas Rene Zahkna                                 | 38 min 1 s 9 min 5 s 8 min 45 s 7 9 min 3 s 5 11 min 6 s 9         | 1 + 9 (1+7 0+2) 0+1/0+1 1+3/0+1 0+2/0+0 0+1/0+0  | + 2 min 24 s 8 |
| 10                 | Finlande Suvi Minkkinen Olli Hiidensalo Suvi Minkkinen Olli Hiidensalo                        | 38 min 4 s 3 8 min 51 s 6 8 min 3 s 5 9 min 25 s 3 11 min 43 s 9   | 2 + 13 (0+5 2+8) 0+1/0+1 0+1/1+3 0+2/1+3         | + 2 min 27 s 2 |